# Francesc de Vinatea

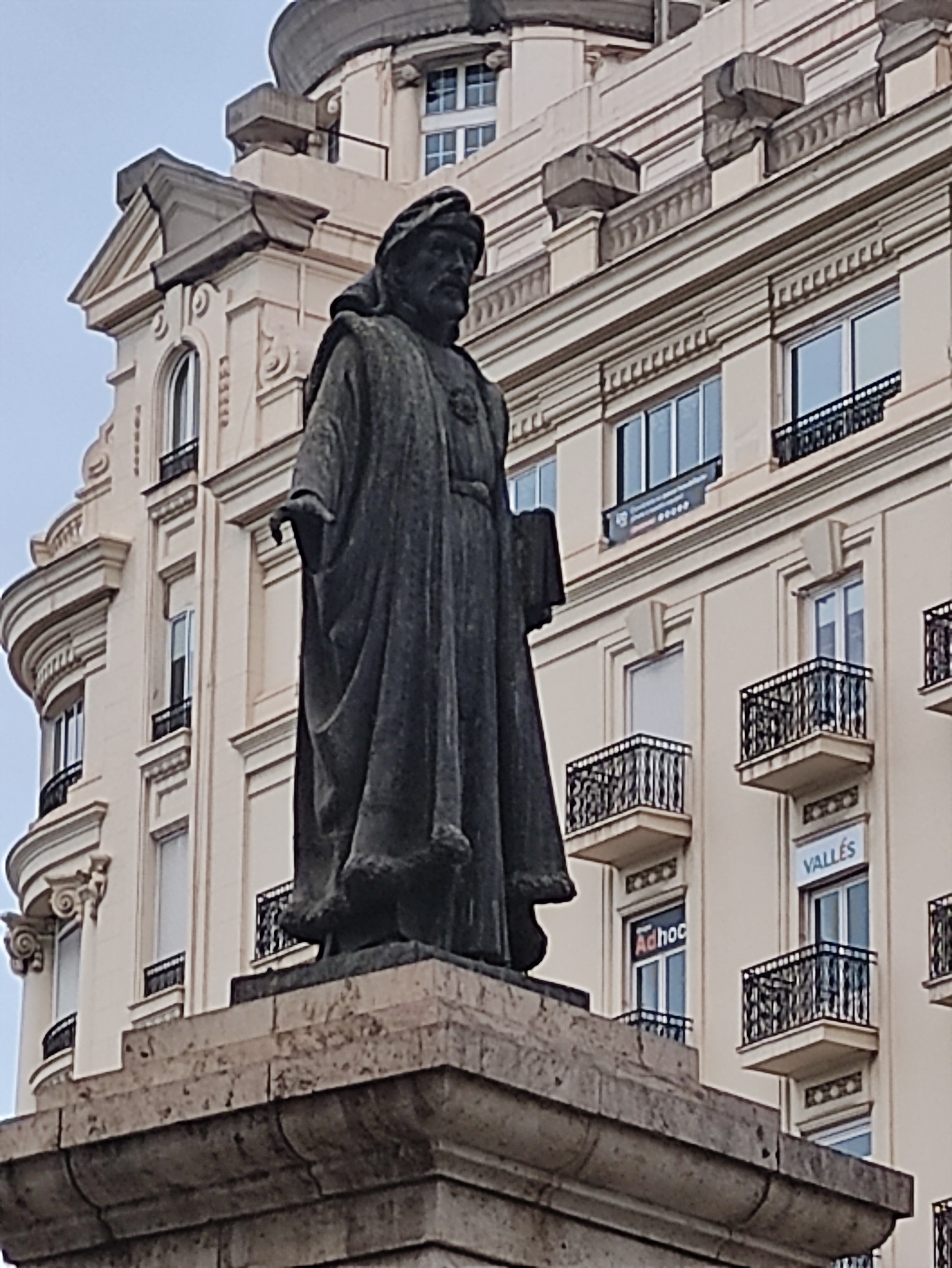
Estatua de Vinatea en la Plaza del Ayuntamiento de Valencia.

Francesc de Vinatea, erróneamente conocido como Guillem de Vinatea —Francisco de Vinatea o Guillermo de Vinatea en castellano— (Morella, 1273 - Valencia, 1333) fue un jurista del Reino de Valencia que ocupó el cargo de jurat de la ciudad capital del reino. Se opuso a la pretensión de Alfonso IV de Aragón de ceder la plenitudo potestatis de las cinco villas valencianas más importantes a su mujer Leonor, hermana de Alfonso XI de Castilla, consiguiendo finalmente que el rey revocara su decisión.
También es famoso por una frase que habría dirigido (según algunas fuentes a Pedro,[¿quién?] pero posiblemente al propio rey Alfonso), y que se considera una certera formulación del pactismo constitucional de la Corona de Aragón en cuanto a su limitación del poder de los reyes, que hacía imposible la formación de una monarquía autoritaria:

cada uno de nos somos tanto como vos, pero todos juntos mucho más que vos.

## La rebelión de Vinatea
El conocimiento histórico del motín que encabezó Vinatea contra el rey Alfonso IV el Benigno y contra su mujer Leonor de Castilla proviene de la Crónica de Pedro el Ceremonioso. Sin embargo, una investigación reciente de Vicent Baydal, basada en documentos inéditos de la cancillería real, ha puesto en entredicho la veracidad de parte de los hechos narrados en la Crónica, ya que, según este historiador, Pedro el Ceremonioso alteró el relato de los acontecimientos para maquillar una de las acciones por las que fue más criticado, el asesinato de su hermanastro Fernando. Además, Baydal también ha cuestionado la interpretación comúnmente aceptada de lo sucedido que presenta a Vinatea como el defensor de las libertades de todos los valencianos o del reino, ya que en realidad, según este investigador, Vinatea «defendió exclusivamente los intereses de la ciudad de Valencia y del estamento real».
El relato de la Crónica comienza en 1328 cuando, ante la perspectiva de la boda de Alfonso el Benigno con Leonor de Castilla, los partidarios del heredero al trono, el futuro Pedro IV (fruto del primer matrimonio del rey con la condesa de Urgel, Teresa de Entenza), obligaron al monarca a que jurara un estatuto según el cual no alienaría tierras del patrimonio real durante diez años, para no perjudicar la herencia de su sucesor. Sin embargo, tras casarse con Leonor y tener un hijo, el infante Fernando, el rey incumplió su promesa y le cedió en diciembre de 1329 al recién nacido las villas de Orihuela, Alicante, Guardamar, Elda y Novelda en el reino de Valencia (además de Tortosa en Cataluña y Albarracín en Aragón). Poco después, en 1332, le cedió también seis de las principales villas reales valencianas —Morella, Játiva, Alcira, Murviedro, Castellón de la Plana y Burriana—. Pero estas villas se rebelaron, junto con la ciudad de Valencia (encabezada por el jurat Vinatea), hasta que consiguieron la revocación de la donación. Por eso más tarde la reina Leonor desencadenó una persecución contra el infante Pedro y sus partidarios que no terminaría hasta que el rey expulsó de la corte a Sancha de Velasco, principal consejera de la reina. Con esta versión de los hechos, comenta Vicente Baydal, «el hecho que posteriormente, durante la década de 1360, (Pedro el Cermonioso) hubiera ordenado su asesinato (el de su hermanastro Fernando) quedaba en cierta manera justificado, ya que resultaba un peligro para la estabilidad de la Corona».
Según Baydal la ruptura de la promesa de Alfonso el Benigno de que no alienaría tierras del patrimonio real durante diez años no se produjo por una donación al infante Fernando sino a su mujer Leonor. En febrero de 1329 le concedió en concepto de dote y arras las villas de Morella, Játiva, Murviedro, Alcira y Castellón de la Plana (además de las de Huesca y Calatayud en Aragón y Montblanch y Tárrega en Cataluña). Estas cinco villas valencianas, las más importantes del reino después de la ciudad de Valencia, se negaron a pasar al dominio directo de la reina y también solicitaron la intervención de los cuatro jurados de Valencia, pero el rey no solo no quiso recibirlos sino que los amenazó de muerte. Como las villas se negaron incluso a enviar un síndico que jurara a la reina como su nueva señora el rey, «mogut e ençès de gran ira, e per grans induccions feytes per part de la dita senyora reina» ['movido y encendido de gran ira, y por grandes inducciones hechas por parte de la dicha señora reina'], atacó algunas de ellas en persona y con nocturnidad («el dit senyor rey armat de son cos de nit ab moltes companyes de cavall armades modo hostili... cavalgà e anà contra alcunes de les dites viles fort menaçant, car tardaven de consentir e de trametre los síndichs damunt dits» ['el dicho señor rey armado de su cuerpo de noche con muchas compañías a caballo armadas modo hostili... cabalgó y fue contra algunas de las dichas villas amenazando fuertemente, porque tardaban en consentir y de enviar los síndicos arriba dichos']). Así que finalmente estas villas se vieron forzadas a enviar procuradores a Valencia para que otorgaran su consentimiento a las donaciones.
Lo que acabó desencadenando el conflicto protagonizado por Vinatea fue la decisión del monarca de conceder a la reina la plenitudo potestatis sobre las cinco villas, por lo que a partir de entonces Leonor tendría cualquier competencia que pudiera ejercer el rey en persona. A finales de noviembre de 1331 Alfonso el Benigno convocó en Valencia a los síndicos de ellas pero ninguno acudió y la ciudad de Valencia, encabezada por el jurado Vinatea, decidió organizar militarmente a sus habitantes, «per deenes e centenars e milers» ['por decenas y centenares y miles'], para responder a cualquier agresión si el rey forzaba a las cinco villas a consentir la nueva concesión hecha a la reina. Se respondería de forma rotunda e inmediata asesinando a todos los consejeros reales y a sus séquitos. Tras proferir esta amenaza Vinatea se ofreció para explicar al rey la decisión  de la ciudad y se dirigió al Palacio Real, situado extramuros, acompañado del resto de jurados («Yo me aventuraré a plantear la cuestión ante el Rey y no rogaré por mi vida y si me mata el Rey, moriré por lealtad, por lo que si yo me aventuro, vosotros, los demás jurados, bien podéis acompañarme», relata la Crónica). El rey finalmente accedió a revocar su decisión, persuadido también por sus consejeros que temían por sus vidas («per dubte de morir» ['por duda de morir']). Poco después, entre febrero y marzo de 1332, ordenaba la expulsión de la Corte de Sancha de Velasco como principal instigadora de los favores que recibía la reina.
Así relató la Crónica el discurso de Vinatea ante el Rey:

Molt se meravellava del senyor rei, nostre pare [Alfons el Benigne], e així mateix de tot son Consell, que aitals donacions faés ne consentís com havia, car allò no volia altre dir sinó tolre los privilegis e separar lo regne de València de la Corona d'Aragó, car, separats les viles e lochs tan appropiats com aquells eren de la ciutat de València, València no seria res, per què ells no consentien en les dites donacions, ans hi contradirien.
Mucho se maravillaba del señor rey, nuestro padre [Alfonso el Benigno], y asimismo de todo su Consejo, que tales donaciones hiciera y consintiera como había, porque esto no quería decir otra cosa que quitar los privilegios y separar el reino de Valencia de la Corona de Aragón, porque, separados las villas y lugares tan apropiados como aquellos eran de la ciudad de Valencia, Valencia no sería nada, porque ellos no consentirían las dichas donaciones, antes las contradirían.

Y a continuación, según la Crónica, se produjo el siguiente diálogo entre el rey y la reina:

— Ah, reina! Açò volíes vós oir?
E ella, tota irada, plorant, dix:
 — Senyor, esto non consentría el rey don Alfonso de Castella, hermano nuestro, que ell no los degollase todos.
E lo senyor rei respòs:
 — Reina, reina, el nostre poble és franc, e no és així subjugat com és el poble de Castella, car ells tenen a nós com a senyor, e nós a ells com a bons vassalls e companyos.
— ¡Ah, reina! ¿Esto queríais vos oír?
Y ella, toda airada, llorando, dijo:
 — Señor, esto no lo consentiría el rey don Alfonso de Castilla, hermano nuestro, que él no los degollase a todos.
Y el señor rey respondió:
 — Reina, reina, nuestro pueblo es libre, y no es así subyugado como es el pueblo de Castilla, porque ellos tienen a Nos como señor, y Nos a ellos como buenos vasallos y compañeros.

Según Baydal el objetivo de Vinatea fue defender los intereses de la ciudad de Valencia —sin las cinco villas «Valencia no sería nada», le había dicho Vinatea al rey— y por extensión los del conjunto del estamento real, que durante el reinado de Alfons el Benigne y el de su antecesor Jaime II había visto reducido su peso al haber cedido estos monarcas el dominio de Gandía, Denia, Pego, Orihuela, Alicante, Guardamar, Elche, Segorbe y Corbera. Si se aceptaba la cesión de las cinco villas los únicos lugares de cierta importancia que integrarían el «braç reial» serían Liria, Cullera, Onteniente y Bocairente, lo que debilitaría enormemente a la propia ciudad de Valencia como cabeza del mismo (como «cap i casal» del reino). «Los dirigentes de la ciudad de Valencia aprovecharon la resistencia ofrecida por las villas a la ampliación de las competencias de la reina para evitar su apartamiento definitivo del estamento real. Simple y claramente defendían sus intereses y los de las universidades reales, no los de todo el reino. Pero, como ya hicieron en el caso de los Fueros de Valencia, anteponían el nombre del reino en sus discursos para legitimar con más fuerza sus actuaciones», concluye Vicent Baydal.

## Reivindicación de la figura de Vinatea

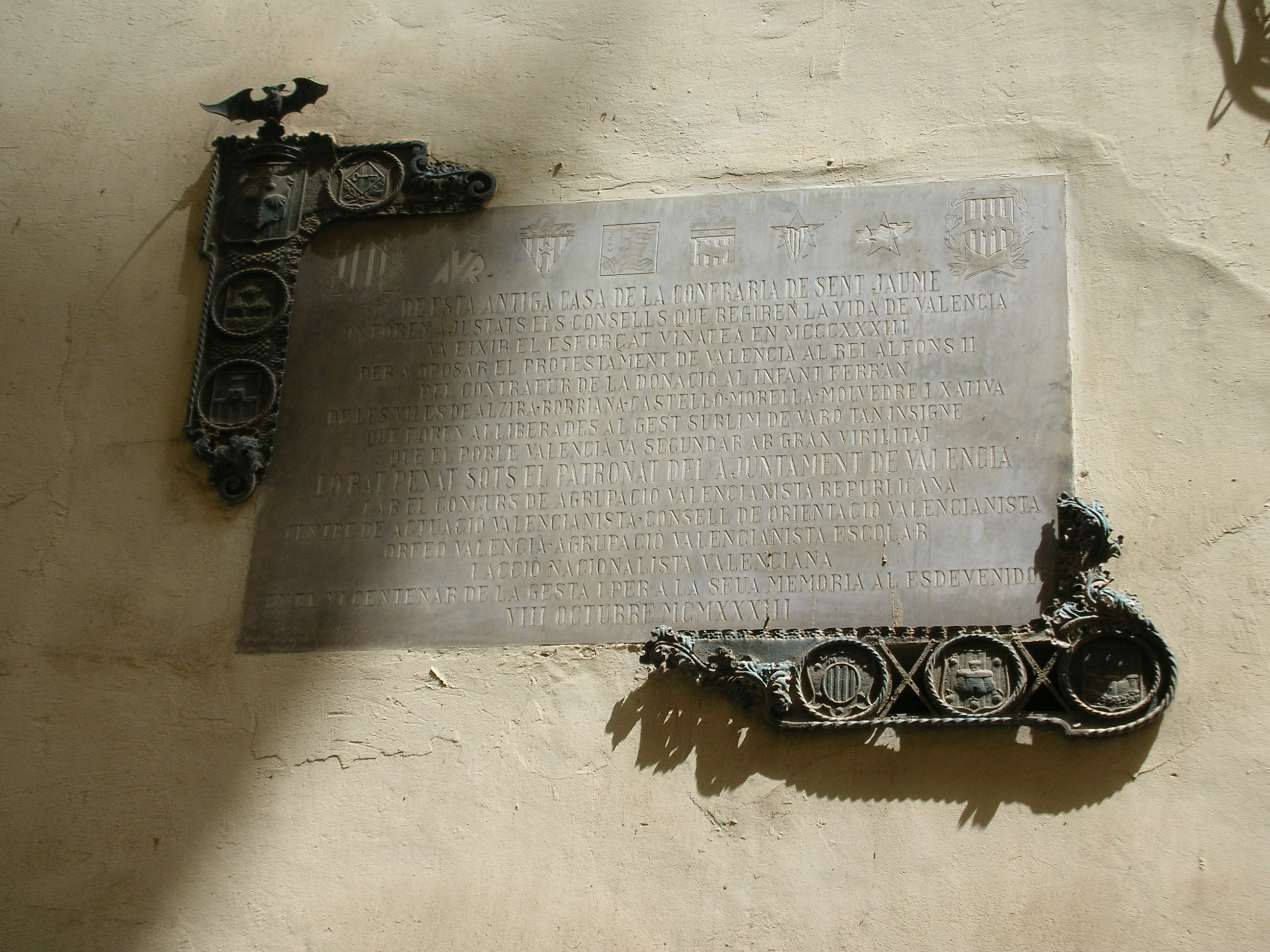
Placa conmemorativa del sexto centenario del «gesto de Vinatea» colocada el 8 de octubre de 1933 en la fachada del Convento de la Puridad de Valencia por iniciativa de Lo Rat Penat bajo el patronato del Ayuntamiento de Valencia y con el concurso de otras entidades valencianistas, como la Agrupació Valencianista Republicana, el Centre d'Actuació Valencianista, Agrupació Valencianista Escolar y Acció Nacionalista Valenciana.

Ya en el siglo XIV Francesc Eiximenis lo consideró como el representante de la esencia de las libertades valencianas. En el siglo XIX se reivindicó la figura de Vinatea en una obra de teatro de Joan Llonín Los jurados de Valencia, o sea el heroico Vinatea, estrenada en Barcelona en 1821, y en un cuadro de pintura de historia de Emilio Sala, que obtuvo la primera medalla en la Exposición Nacional de Bellas Artes de 1878. En 1958 Ramón Stolz incorporó una escena similar en los murales de la Sala de los Fueros del ayuntamiento de Valencia. En 1974, se estrenó una ópera sobre el mismo asunto de Matilde Salvador, con libreto de Xavier Casp.
Vinatea es hoy en día una figura simbólica para los valencianos. Las Cortes de Valencia tienen unos premios con su nombre, la Alta Distinción Parlamentaria, la autoproclamada RACV ofrece otros también con el nombre de Vinatea, y existe desde 1993 una estatua de él, obra del escultor Manuel Rodríguez Vázquez, en la Plaza del Ayuntamiento de la ciudad, colocada para sustituir a la estatua ecuestre de Franco que existía en el mismo lugar.